# Fuerza de Tareas 373
La Fuerza de Tareas 373 (FT 373) es un grupo comando de las Fuerzas Armadas de los Estados Unidos, que operó en Afganistán de manera secreta, hasta que su existencia fue hecha pública a través de WikiLeaks el 25 de julio de 2010, cuando se publicó un conjunto de documentos militares clasificados, llamados en conjunto The War Logs, que describían sus Operaciones encubiertas. La unidad estaría involucrada en casos de asesinatos selectivos y ejecuciones extrajudiciales.

## Operaciones
La unidad estaría establecida en Camp Marmal, la base alemana en Mazar-e-Sharif. Las acciones del grupo incluirían asesinatos selectivos y misiones para perpetrar ejecuciones extrajudiciales.
De acuerdo con un artículo publicado por el periódico británico The Guardian, la unidad habría realizado muchas misiones de captura para encarcelar sus objetivos, pero en ocasiones simplemente los mataban sin intentar capturarlos. También mataban civiles, hombres, mujeres y niños, e incluso oficiales de la policía afgana que se cruzaran con sus misiones.